# Al Hamme
Al Hamme (* 7. Januar 1939) ist ein US-amerikanischer Jazzmusiker (Sopran-, Alt-, Tenorsaxophon, Flöte) und Hochschullehrer.

## Leben und Wirken
Hamme hatte ab der fünften Klasse Klarinettenunterricht und besuchte das Ithaca College. Nach seinem Bachelor-Abschluss in Pädagogik gründete er 1964 das Jazzprogramm am Harpur College, der späteren Binghamton University, und lehrte dort 33 Jahre in Fachbereich Musik. Hamme war Direktor des Blasorchester- und Blaskammermusikprogramms an der Universität. Von 1975 bis 1985 war er außerdem Leiter der Grundstudiengänge. Außerdem war er sechs Jahre lang Direktor des Cornell Jazz Ensemble und wurde zum ersten künstlerischen Leiter der School of Jazz Studies für das New York State Summer School of the Arts-Programm (1985–1991) gewählt. Außerdem war er Vorstandsmitglied des Goodwill Theatre in Johnson City und moderierte die dortigen Jazz-Jam-Sessions.
Zu Al Hammes Aufnahmen mit seiner eigenen Band, The Swing Street Jazztet, gehören „The Swing Street Jazztet Plays Dave Wheeler“ und „Potpourri, The Open Studios Sessions“ (2005). Weitere Aufnahmen entstanden mit Slam Stewart, Phil Woods, Tom Harrell, Peter Appleyard, Richard Wyands, Bucky Pizzarelli, Tony Marino, Mike Holober, Sherrie Maricle, Ann Chamberlain, Steve Gilmore, Steve Brown, Tom Whaley, Bill Carter, Fred Hersch, Gene Bertoncini und dem Mansfield State College Jazz Ensemble. Er trat auch mit Jimmy Dorsey und Sammy Kaye auf.
In Johnson City (New York) wurden 2021 Al Hamme, Dena DeRose und Slam Stewart durch ein großflächiges Wandgemälde geehrt.